# Entführung von René Bräunlich und Thomas Nitzschke

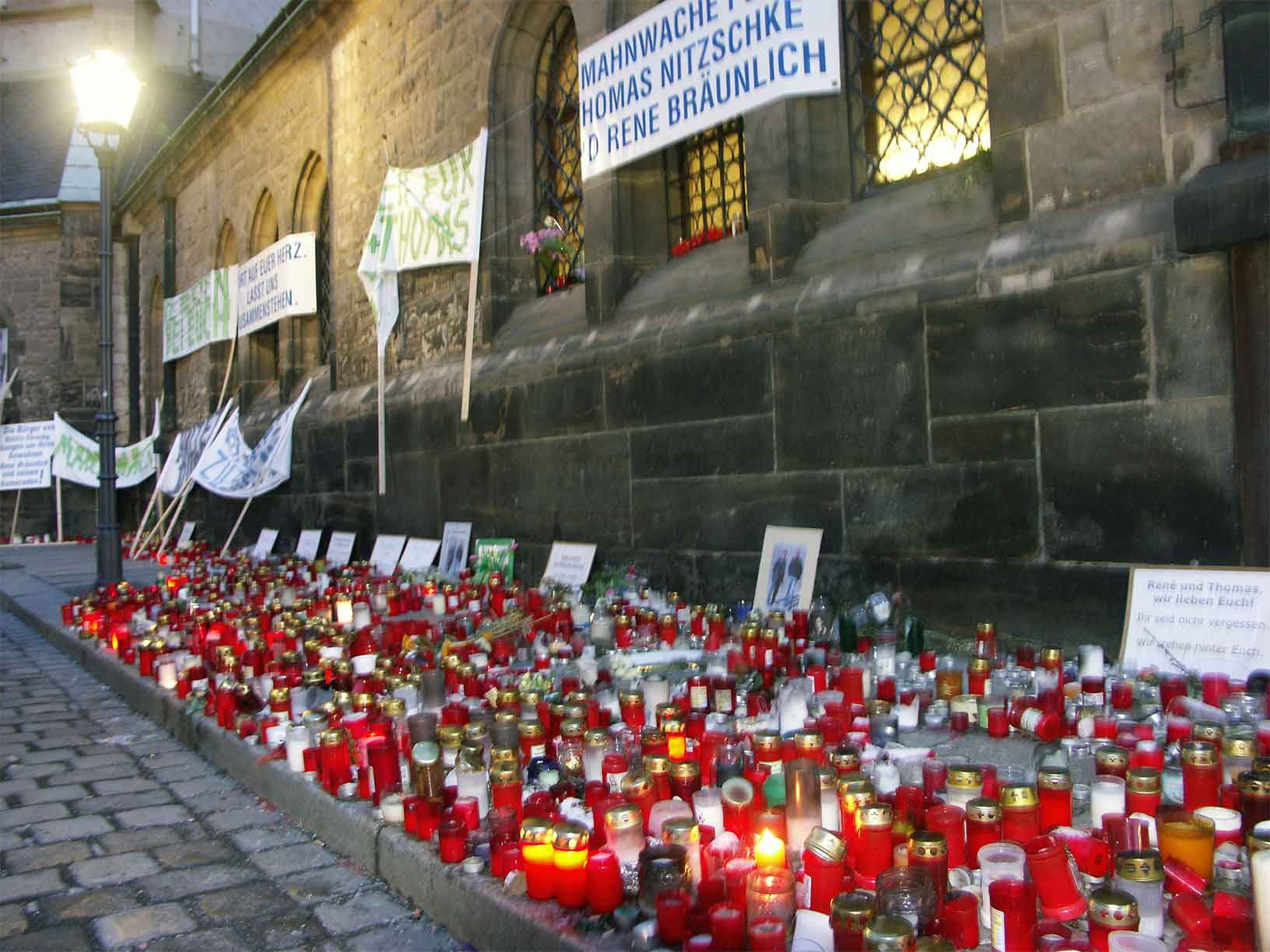
Lichter bei der Mahnwache, Nikolaikirchhof Leipzig

René Bräunlich (* 12. Februar 1974) und Thomas Nitzschke (* 6. Juni 1977) sind zwei deutsche Ingenieure aus Leipzig, die am 24. Januar 2006 im Irak entführt und am 2. Mai 2006 nach 99 Tagen freigelassen wurden. Zuvor war die Entführung von Susanne Osthoff der letzte bekannt gewordene Fall der Verschleppung einer deutschen Zivilistin im Irak.

## Geiselnahme

### Entführung
Die beiden aus Leipzig stammenden Ingenieure eines sächsischen Anlagenbauers trafen am 22. Januar 2006 im Irak ein, wo sie nur wenige Tage bleiben wollten.
Am 24. Januar wurden René Bräunlich und Thomas Nitzschke in der irakischen Stadt Baidschi 180 Kilometer nördlich der Hauptstadt Bagdad entführt. Sie waren im Auftrag ihres Unternehmens in das vom Krieg geschüttelte Land gereist, um dort eine Stickstoffschutzgas-Anlage in einer Erdölraffinerie aufzubauen und zu übergeben.
Am 29. Januar erschien die erste Videobotschaft der Entführer. Diese drohten mit der Enthauptung der Entführten innerhalb von 72 Stunden. Sie verlangten, dass die deutsche Botschaft in Bagdad geschlossen wird und deutsche Firmen ihre Aktivitäten im Irak einstellen. An der Wand war ein Plakat mit der arabischen Aufschrift „Kataib Ansar at-Tawhid wa as-Sunna“ (Brigaden der Anhänger des Tauhīd und der Sunna) zu sehen.
Nachdem die Mütter der Geiseln am 31. Januar in einem Appell die Geiselnehmer gebeten hatten, ihre Söhne freizulassen, wurde dieser unter anderem im arabischen Fernsehsender Al-Dschasira ausgestrahlt. Die beiden Männer hätten „nie dem Irak schaden wollen und wären ohne politische Motive in das Land gereist“.
In dem etwa zehnminütigen vierten Video, welches am 9. April 2006 auf einer islamistischen Internetseite verbreitet wurde, sagte Thomas Nitzschke:
„Wir sind jetzt seit über 60 Tagen hier gefangen. Wir sind am Ende unserer Nerven. Bitte helfen Sie uns. Wir halten es nicht mehr länger aus. Bitte helfen Sie uns.“
Dem Auswärtigen Amt lag nach einigen Medienberichten ein längeres Video vor, in dem die Entführer ein weiteres Ultimatum stellen und unter Androhung der Tötung der beiden Geiseln die Freilassung von durch US-Streitkräften festgehaltenen irakischen Gefangenen fordern. Zudem soll im Hintergrund die oben erwähnte arabische Aufschrift stehen, ergänzt durch „Im Namen Gottes des Barmherzigen“.
Kurz nach der Entführung und auch später in regelmäßigen Abständen wurden an der Nikolaikirche in der Heimatstadt der beiden Entführten Mahnwachen für diese abgehalten. Inwieweit eine breite Öffentlichkeit die Chancen der Entführten verbessert oder verschlechtert und ob sie sogar weitere Entführungen provoziert, war auch nach dieser Entführung Gegenstand öffentlicher Diskussionen.

### Freilassung
René Bräunlich und Thomas Nitzschke wurden am 2. Mai 2006 freigelassen und landeten am darauffolgenden Nachmittag auf dem militärischen Teil des Flughafens Berlin-Tegel. In einer kurzen Erklärung bedankten sie sich bei ihren Familien, beim Krisenstab sowie beim Auswärtigen Amt.